# Acanthaclisis mesopotamica
Acanthaclisis mesopotamica är en insektsart som beskrevs av Hölzel 1972. Acanthaclisis mesopotamica ingår i släktet Acanthaclisis och familjen myrlejonsländor. Inga underarter finns listade i Catalogue of Life.